# Cantó d'Avinyó Oest
El cantó d'Avinyó Oest (en francès canton d'Avignon-Ouest) és una antiga divisió administrativa francesa del departament de la Valclusa, situat al districte d'Avinyó. Va existir de 1973 a 2015.

## Municipis
Va comptar amb part del municipi d'Avinyó.

## Història
| Data d'elecció | Identitat    | Partit           | Qualitat |
| -------------- | ------------ | ---------------- | -------- |
| 1973-1976      | M. Duplan    | CNIP             |          |
| 1976-1982      | Paul Travail | PS               |          |
| 1982-2015      | Alain Dufaut | RPR, després UMP |          |